# ヨーゼフ・ヨーハン・アダム
ヨーゼフ・ヨーハン・アダム（Josef Johann Adam, 1690年5月25日 - 1732年12月17日）は、リヒテンシュタイン侯（在位：1721年 - 1732年）。

## 子女
1712年にリヒテンシュタイン公ヨハン・アダム・アンドレアスの娘ガブリエーレと結婚した。
1716年にトゥーン伯マクシミリアンの娘マリア・アンナ（1698年 - 1716年）と結婚した。
1716年にエッティンゲン＝シュピールベルク伯フランツ・アルブレヒトの娘マリア・アンナ（1693年 - 1729年）と結婚した。
- マリア・テレジア（1721年 - 1753年） - 1741年にシュヴァルツェンブルク侯ヨーゼフ・アダムと結婚
- ヨーハン・ネポムク・カール（1724年 - 1748年） - リヒテンシュタイン侯（在位：1732年 - 1748年）

1729年にコットゥリンスキー伯フリードリヒ・カールの娘マリア・アンナと結婚した。
| スタブアイコン | サブスタブ | この項目は、まだ閲覧者の調べものの参照としては役立たない、人物に関連した書きかけの項目です。この項目を加筆・訂正などしてくださる協力者を求めています（P:人物伝/PJ:人物伝）。 |